# 托賓 (加利福尼亞州)
托賓（英語：Tobin）是位於美國加利福尼亞州普盧默斯縣的一個人口普查指定地區。

## 地理
托賓的座標為39°55′14″N 121°17′56″W / 39.92056°N 121.29889°W，而該地最高點為海拔高度629米（即2064英尺）。

## 人口
根據2010年美國人口普查的數據，托賓的面積為13.025平方千米，當中陸地面積為13.025平方千米，而水域面積為0.000平方千米。當地共有人口12人，而人口密度為每平方千米0人。